# 茨城県道50号水戸神栖線
茨城県道50号水戸神栖線（いばらきけんどう50ごう みと かみすせん）は、茨城県水戸市から神栖市に至る県道（主要地方道）である。

## 概要
主要地方道として複数の県道を組み合わせた経緯から、基本的には2車線だが、水戸市内や潮来市内の一部で4車線になったり、鉾田市内の一部ではセンターラインが無い狭い道になったりと、さまざまな性格を持つ。総延長・実延長ともに茨城県道では最長となる県道である。また、他路線との重複箇所も多いため線形や路線構成は比較的複雑である。
起点・水戸駅北口前から千波新道を通り平須を経て茨城町に入るが、茨城町長岡より国道6号と重複する。約3 km北上し水戸市吉沢町から東側に曲がり、運転免許センター前、涸沼付近を通り、茨城町城之内から茨城県道110号鉾田茨城線と分岐して、鉾田市菅野谷交差点で曲がり茨城県道18号茨城鹿島線と重複し、その先の上冨田から南に曲がり茨城県道116号鹿田玉造線と陣屋交差点まで重複する。陣屋交差点より東へ曲がり上山交差点まで茨城県道8号小川鉾田線と重複して上山交差点で南に曲がり単独区間となり、茨城県立玉造工業高等学校前の交差点を左折し南下すれば、神栖市の国道124号に至る。
なお、起点である水戸市宮町から茨城町長岡までの区間の大半がかつて国道6号に指定されていたため、水戸市内では「旧6号」「旧6国」とも呼ばれる。また、行方市内の区間は別名「行方縦貫道」「開拓道路」とも呼ばれる。

### 路線データ
- 起点：茨城県水戸市宮町一丁目3番36地先[2]（水戸駅前交差点＝国道50号・国道51号交点）
- 終点：茨城県神栖市筒井1666番18地先[2]（筒井東交差点＝国道124号交点）
- 総延長：73.075 km[1]
- 重用延長：3.628 km[1]
- 未供用延長：なし[1]
- 実延長：69.447 km[1]
- 自動車交通不能区間延長[注釈 1]：0.109 km[1]

## 歴史
1994年（平成6年）4月1日、一般県道水戸茨城線（整理番号385）、一般県道鉾田茨城線（整理番号118）の一部、一般県道城之内桃浦停車場線（整理番号244）の一部（残存部は県道大和田桃浦停車場線と改称）、一般県道鹿田玉造線（整理番号126）の一部、一般県道芹沢麻生線（整理番号389）、一般県道潮来麻生線（整理番号414）を統合して、起点を水戸市、終点を鹿島郡神栖町とする新たな主要地方道として水戸神栖線（整理番号67）が路線認定された。同時に県道茨城水戸線、県道城之内桃浦停車場線、県道芹沢麻生線、県道潮来麻生線も廃止された。翌1995年（平成7年）に、整理番号50へ変更されている。
この当時のルートは、茨城町上石崎の警察学校前を通過する現在のルートは指定されておらず、茨城町長岡の国道6号（重複）から南下し、県道茨城鹿島線を重複して茨城町奥谷交差点を経由、県道大洗友部線を重複して茨城町海老沢の交差点へ至って現在の路線に接続するルートを辿っていた。国道6号の警察学校入口交差点から茨城町海老沢のルートを編入したのは、さらにその翌年の1996年（平成8年）のことで、ほぼ現在の形となった。1999年（平成11年）以降、茨城県庁舎移転に伴い周辺道路である県庁南大通り等の茨城県庁舎へアクセスする道路が本路線へ編入されている。

### 年表
- 1971年（昭和46年）4月30日：当時の国道6号現道が県道へ格下げされて、新たな一般県道として前身にあたる県道水戸茨城線（水戸市 - 茨城町、整理番号385）が路線認定される[4]。
- 1972年（昭和47年）1月6日：前身にあたる県道芹沢麻生線（行方郡玉造町大字芹沢 - 行方郡麻生町、整理番号389）が路線認定される[5]。
- 1993年（平成5年）5月11日：建設省から、県道水戸茨城線・県道鉾田茨城線の一部・県道城之内桃浦停車場線の一部・県道鹿田玉造線の一部・県道芹沢麻生線・県道潮来麻生線・県道平泉潮来線の一部が水戸神栖線として主要地方道に指定される[6]。
- 1994年（平成6年）4月1日
  - 水戸神栖線（整理番号67）として県道路線認定[7]。
  - 道路の区域は、水戸市宮町1丁目の国道50号分岐から鹿島郡神栖町大字筒井の県道成田小見川鹿島港線交点までに決定する[2]。
- 1995年（平成7年）
  - 3月30日：整理番号67から現在の番号（整理番号50）に変更される[8]。
  - 10月5日：行方郡麻生町大字新原（一丁窪北交差点付近）のバイパス道路（233 m）が開通[9]。
  - 11月30日：行方郡麻生町大字麻生（一丁窪北交差点） - 同郡牛堀町大字茂木（県道繁昌牛堀線交点）の区間（延長4.217 km）が開通する[10]。
- 1996年（平成8年）4月1日：水戸市吉沢町の国道6号（警察学校交差点） - 茨城県道16号大洗友部線交差点の区間（延長6.877 km）が編入される[11]。
- 1999年（平成11年）
  - 3月4日：水戸市笠原町にある茨城県庁の外周道路（北通りおよび東通り：780 m）が道路区域に編入される[12]。
  - 3月23日：水戸市の茨城県庁舎完成と同時期に県庁南大通りが4車線にて全線開通し、サントル千波交差点 - 茨城県庁前まで4車線化される[13]。
- 2001年（平成13年）10月4日：鹿島郡鉾田町大和田の菅野谷交差点 - 大和田交差点 - 同町上富田の旧経路（1.926 km）を、主要地方道鉾田茨城線バイパス重複となる上冨田交差点経由の新経路（2.402 km）に振替となる[14]。
- 2002年（平成14年）1月15日：麻生町大字新原地内（主要地方道水戸鉾田佐原線付近）の旧道（350 m）が県道指定を除外される[15]。
- 2010年（平成22年）11月22日：水戸市元吉田町地内（米沢町東 - 国道50号水戸バイパス・米沢町交差点：延長1.2 km）の梅香下千波線の道路区域が編入される[16]。
- 2014年（平成26年）9月18日：水戸市元吉田町の一部区間（都市計画道路 梅香下千波線：560 m）を4車線化供用開始[17][18]。
- 2016年（平成28年）
  - 6月29日：水戸市内の常磐線跨線橋である梅戸橋が架け替え供用される[19]。
  - 9月8日：水戸市米沢町交差点から県庁南大通りまで（都市計画道路 梅香下千波線：1200 m）を4車線化供用開始[20][21]。
- 2017年（平成29年）1月31日：水戸市元吉田町（米沢町交差点 - 米沢町東交差点の区間・梅香下千波線）の管理者が水戸市に委託される[22]。
- 2019年（平成31年）3月25日：行方市行戸 - 同市小幡（井上藤井交差点付近：約0.5 km）を拡幅改良[23]。
- 2021年（令和3年）11月30日：水戸市内の都市計画道路水戸駅平須線（梅戸橋）の拡幅部分を供用開始[24]
- 2024年（令和6年）5月20日：行方市玉造字緑ケ丘甲 - 行方市手賀字桝形の現道（1.071 km）を拡幅する区域を指定[25]。

## 路線状況
路線の大部分が対向2車線で、茨城県庁前と、潮来市 - 神栖市の旧水郷有料道路区間が、対向4車線（片側2車線）が確保されている。茨城町城之内から道なり南下すると、茨城県道110号鉾田茨城線となり、本路線はここで分岐して道幅が狭くなって鉾田市大和田の菅野谷交差点まで1.5車線の道路が続く。
起点に近いJR常磐線の跨線橋である梅戸橋は、老朽化が著しく早期架け替えのため、まず暫定2車線にて重点的に整備が進められており、梅戸橋架け替え後は4車線化される予定である。また、2010年に本県道に編入されたバイパス（梅香下千波線）は、2016年に4車線化されている。
下記の区間は、電線共同溝を整備すべき道路の指定を受けている。
- 水戸市宮町2丁目 - 宮町1丁目[27]。
- 水戸市千波町（サントル千波） - 同市笠原町（茨城県庁付近）[28]
- 県庁南大通りの一部[28]。

電柱を建てるなど道路の占用の制限を受けているところは、
- 行方市手賀桝形の一部区間[29]。

また下記の区間は道路法の規定に基づき、緊急輸送道路として機能を維持するため、災害発生時の被害拡大防止を目的に道路用地内に新たに電柱を建てることが制限されている。
- 水戸市宮町1丁目（水戸駅前交差点） - 同市笠原町（県庁西交差点） - 同市吉沢町（米沢町東交差点）[30]
- 水戸市梅香1丁目（水戸市道交差） - 同市梅香2丁目（国道349号接続）[30]
- 水戸市笠原町　県道水戸神栖線交差 - 茨城県道路公社[31]
- 鉾田市上冨田（県道茨城鹿島線交差：上富田交差点） - 小美玉市下吉影（小美玉市道交差）[30]
- 行方市芹沢（上山交差点） - 神栖市筒井（筒井東交差点）[30]

そして下記の区間は、車両制限令の規定に基づき、通行する車両の最大重量限度25トンの道路に指定されている。
- 水戸市千波町 - 東茨城郡茨城町長岡（2000年4月1日指定）[32]
- 行方郡潮来町大字延方 - 鹿島郡神栖町大字筒井（2000年4月1日指定）[32]。
- 水戸市吉沢町 - 東茨城郡茨城町城之内（2001年3月1日指定）[33]
- 行方郡玉造町字緑ケ丘 - 行方郡潮来町大字延方（2001年3月1日指定）[33]。

また下記の区間は、車両制限令の規定に基づき、通行する車両の高さの最高限度が4.1メートルの道路に指定されている。
- 潮来市須賀 - 神栖町大字平泉外十二入会（旧水郷有料道路の区間）（2004年3月22日指定）[34]。

- 水戸市宮町1丁目（水戸駅前） - 水戸市常磐町（偕楽園下交差点）（2020年4月1日指定）[35]

さらに下記の区間は、車両制限令の規定に基づき、国際コンテナ車の重量・長さ上限を引き上げる道路に指定されている。
- 潮来市延方（潮来IC） - 神栖市筒井（筒井東交差点）（2019年7月31日指定）[36]。

### 通称・バイパス
- 県庁南大通り
水戸市笠原町の「県庁西交差点」で現道より分岐して東へ直進、茨城県庁の南側を通って同市米沢町「米沢町東交差点」に至る、延長約1.7 kmのバイパス（支線）。速度制限50km/h、4車線。
- 都市計画道路 梅香下千波線（水戸市米沢町）
水戸市梅香（茨城県道50号水戸神栖線現道）から千波大橋を渡り、県庁南大通り（米沢町東交差点）まで水戸市街南部を南北に縦貫する道路[37]。このうち、国道50号水戸バイパスから県庁南大通りまで延長1.2 km区間が、2010年11月に本県道路線のバイパス（支線）として指定され[16]、2016年9月8日に4車線化拡幅工事が完了した[20]。

### 重複区間
- 国道6号（東茨城郡茨城町長岡 - 水戸市吉沢町重複区間）
- 茨城県道18号茨城鹿島線
  - （茨城町長岡 - 同町奥谷まで重用区間：3.066 km）[2]
  - （鉾田市大和田の交点 - 上冨田の交点まで重用区間：2.402 km）[14]
- 茨城県道16号大洗友部線（茨城町奥谷 - 同町海老沢：約4.7 km）[2]
- 茨城県道116号鹿田玉造線（鉾田市上冨田の交点 - 行方市芹沢の交点まで重用区間）
- 茨城県道8号小川鉾田線（行方市芹沢・陣屋交差点から上山交差点まで重用区間：899m）[2]

### 道路施設
- 梅戸橋（JR常磐線、水戸市）
単純鋼鈑桁橋。1941年（昭和16年）竣功。
- 田鶴鳴橋（桜川、水戸市）
- 千波山歩道橋（水戸市千波町）
- 千波歩道橋（水戸市千波町）
- 平須橋（北関東自動車道、水戸市平須町）
- 前田橋（農業用水路、茨城町前田 - 長岡）
- 涸沼大橋（涸沼川、茨城町上石崎-海老沢）
- 本田橋（巴川、鉾田市-小美玉市境）
- 前川橋（前川、潮来市須賀南 - 大洲）
- 鰐川橋（鰐川、潮来市 - 神栖市境）
- ステップザ神栖（神栖市筒井） - 茨城県道44号成田小見川鹿島港線との交差点にある歩道橋。

## 地理
通過する区間は、常陸台地（東茨城台地・行方台地）と河川低地及び利根川下流域低地にあり、沿線は主に田畑が広がる。河川の低地部が樹枝状に入り組む常陸台地特有の地形に道路があるので、茨城町から潮来市にかけて段丘部は高低差約15〜20m程の坂道の箇所が多い。水戸市内は、店舗や住宅、県庁を中心に行政・官庁施設が沿道に並ぶ。

### 通過する自治体
- 水戸市
- 東茨城郡茨城町
- 鉾田市
- 小美玉市
- 行方市
- 潮来市
- 神栖市

### 交差する道路

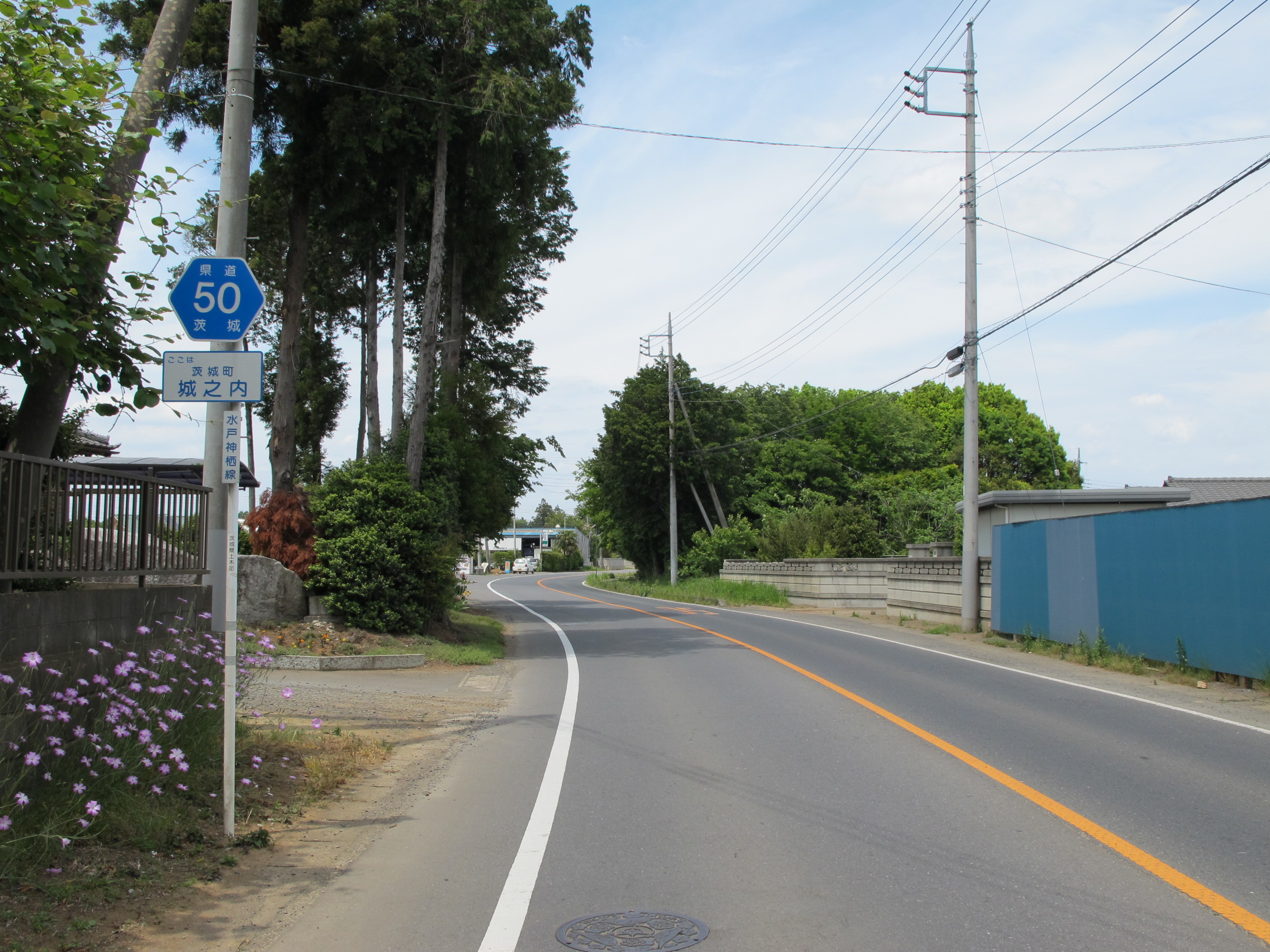
茨城県道50号水戸神栖線
茨城町城之内（2013年5月）

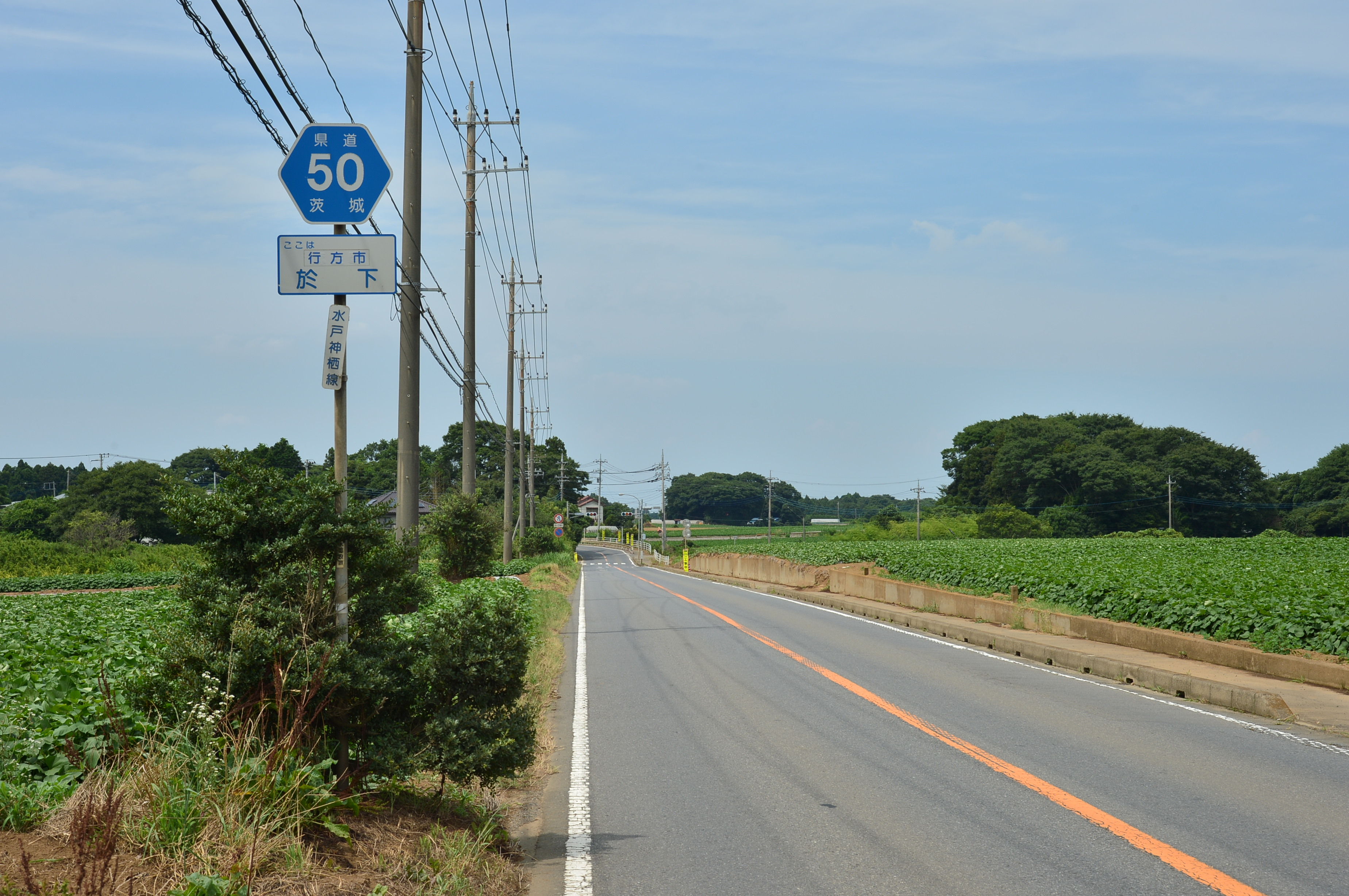
行方市於下（2017年7月）

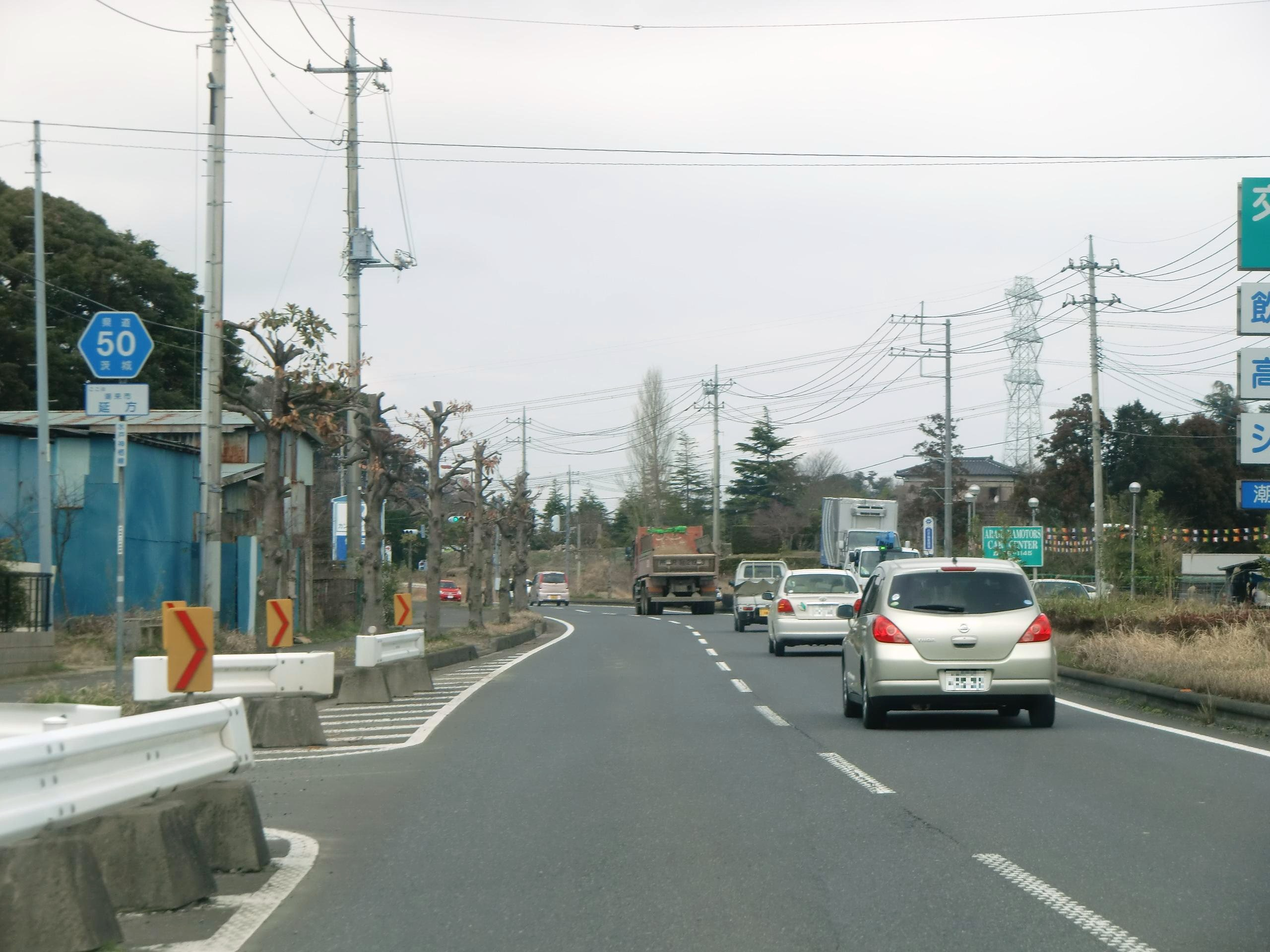
潮来市延方（2012年3月）

交差する道路の特記がないものは市道・町道。
| 交差する道路                                     | 交差する道路                                     | 交差点名 | 交差点名     |
| ------------------------------------------------ | ------------------------------------------------ | -------- | ------------ |
| 国道50号                                         | 国道51号                                         | 水戸市   | 水戸駅前     |
| 国道349号（梅香トンネル）方面                    | -（屈折）                                        | 水戸市   |              |
|                                                  | 茨城県道342号上水戸停車場千波公園線              | 水戸市   | 偕楽園下     |
|                                                  | 茨城県道235号下入野水戸線                        | 水戸市   | 千波十文字   |
| 国道50号（50号水戸バイパス）                     | 国道50号（50号水戸バイパス）                     | 水戸市   | サントル千波 |
| -                                                | 県庁方面支線                                     | 水戸市   | 県庁西       |
|                                                  | 茨城県道175号塩ヶ崎茨城線                        | 茨城町   | 前田団地入口 |
| 国道6号（6号水戸バイパス）                       | 石岡方面からの進入のみ                           | 茨城町   |              |
| 茨城県道175号塩ヶ崎茨城線                        | 茨城県道175号塩ヶ崎茨城線                        | 茨城町   | 長岡新田     |
| 茨城県道180号長岡水戸線                          | -                                                | 茨城町   |              |
| E50北関東自動車道                                | E50北関東自動車道                                | 茨城町   | 茨城町東IC   |
| -                                                | 茨城県道180号長岡水戸線                          | 水戸市   | 東野町       |
| -（屈折）                                        | 国道6号（6号水戸バイパス）                       | 水戸市   | 警察学校入口 |
| 茨城県道40号内原塩崎線 茨城県道175号塩ヶ崎茨城線 | 茨城県道40号内原塩崎線 茨城県道175号塩ヶ崎茨城線 | 茨城町   | 中山公民館前 |
| 茨城県道106号長岡大洗線                          | 茨城県道106号長岡大洗線                          | 茨城町   | 上石崎       |
| 茨城県道500号茨城大洗自転車道線                  |                                                  | 茨城町   |              |
| 茨城県道16号大洗友部線                           |                                                  | 茨城町   |              |
| -                                                | 茨城県道115号子生茨城線                          | 茨城町   |              |
| 茨城県道181号宮ヶ崎小幡線                        |                                                  | 茨城町   |              |
| -                                                | 茨城県道110号鉾田茨城線                          | 茨城町   |              |
| 茨城県道18号茨城鹿島線 茨城県道360号大和田羽生線 | -（屈折）                                        | 鉾田市   | 菅野谷       |
| -（屈折）                                        | 県道18号茨城鹿島線 茨城県道116号鹿田玉造線       | 鉾田市   | 上富田       |
|                                                  | -（屈折）                                        | 小美玉市 |              |
| -（屈折）                                        |                                                  | 鉾田市   |              |
| 茨城県道8号小川鉾田線 茨城県道116号鹿田玉造線    | -（屈折）                                        | 行方市   | 陣屋         |
| -（屈折）                                        | 茨城県道8号小川鉾田線                            | 行方市   | 上山         |
|                                                  | -（屈折）                                        | 行方市   |              |
| 国道354号                                        | 国道354号                                        | 行方市   | 泉北         |
| 茨城県道183号山田玉造線                          | 茨城県道183号山田玉造線                          | 行方市   | 井上藤井     |
| 茨城県道184号島並鉾田線                          | 茨城県道184号島並鉾田線                          | 行方市   | 小高         |
| 茨城県道2号水戸鉾田佐原線                        | 茨城県道2号水戸鉾田佐原線                        | 行方市   | 一丁窪北     |
| 茨城県道186号荒井行方線                          | 茨城県道186号荒井行方線                          | 行方市   | 石神         |
| 茨城県道185号繁昌潮来線                          | 茨城県道185号繁昌潮来線                          | 潮来市   |              |
| 茨城県道189号大賀牛堀線                          |                                                  | 潮来市   |              |
| 茨城県道187号矢幡潮来線                          | -                                                | 潮来市   |              |
| 国道51号                                         | 国道51号                                         | 潮来市   | 須賀         |
| 茨城県道5号竜ヶ崎潮来線                          |                                                  | 潮来市   |              |
| 茨城県道101号潮来佐原線                          | -                                                | 潮来市   |              |
| -                                                | 茨城県道101号潮来佐原線                          | 潮来市   |              |
| E51東関東自動車道                                | E51東関東自動車道                                | 潮来市   | 潮来IC       |
| ‐                                                | 茨城県道256号鹿島港潮来インター線                | 神栖市   | 鰐川橋       |
| 茨城県道260号谷原息栖東庄線                      | 茨城県道260号谷原息栖東庄線                      | 神栖市   | 筒井西       |
| 茨城県道44号成田小見川鹿島港線                   |                                                  | 神栖市   |              |
| 茨城県道44号成田小見川鹿島港線支線               | 国道124号旧道                                    | 神栖市   | 筒井東       |
| 国道124号 波崎・銚子方面                         |                                                  | 神栖市   | 筒井東       |

### 沿線にある施設など
- 水戸駅（水戸市宮町）
- 偕楽園（水戸市常磐町）
- 千波公園（水戸市常磐町、千波湖）
- 水戸啓明高等学校（水戸市千波町）
- 茨城県庁（水戸市笠原町）
- 茨城県警察本部（水戸市笠原町）
- イオンタウン水戸南（東茨城郡茨城町長岡）
- 北関東自動車道茨城町東IC（東茨城郡茨城町長岡）
- 茨城県運転免許試験場（東茨城郡茨城町長岡）
- 涸沼（東茨城郡茨城町海老沢）
- 茨城県立玉造工業高等学校（行方市芹沢）
- 潮来工業団地（潮来市島須）
- 茨城県水郷県民の森（潮来市島須）
- 東関東自動車道潮来IC（潮来市延方）
- 水郷潮来バスターミナル（潮来市延方）